# Kanada na Letních olympijských hrách 2000
Kanada se účastnila Letní olympiády 2000. Zastupovalo ji 294 sportovců (150 mužů a 144 žen) v 29 sportech.

## Medailisté
| Medaile | Jméno | Sport                   | Soutěž                                 |
| ------- | --- | ----------------------- | -------------------------------------- |
| Zlato   | Simon Whitfield | Triatlon                | Muži                                   |
| Zlato   | Daniel Igali | Zápas                   | muži, volný styl do 69 kg              |
| Zlato   | Sébastien Lareau Daniel Nestor | Tenis                   | Muži čtyřhra                           |
| Stříbro | Caroline Brunet | Kanoistika              | Ženy K-1 500 m                         |
| Stříbro | Nicolas Gill | Judo                    | Muži 100 kg                            |
| Stříbro | Anne Montminy Émilie Heymans | Skoky do vody           | Ženy synchronizované skoky z věže 10 m |
| Bronz   | Steve Giles | Kanoistika              | Muži C-1 1 000 m                       |
| Bronz   | Anne Montminy | Skoky do vody           | Ženy 10 m věž                          |
| Bronz   | Mathieu Turgeon | Skoky na trampolíně     | Muži trampolina                        |
| Bronz   | Karen Cockburn | Skoky na trampolíně     | Ženy trampolina                        |
| Bronz   | Emma Robinson Buffy Alexander Theresa Luke Heather McDermid Lesley Thompson Dorota Urbaniak Heather Davis Laryssa Biesenthal Alison Korn   | Veslování               | Ženy osmiceslice                       |
| Bronz   | Curtis Myden | Plavání                 | Muži 400 m polohový závod              |
| Bronz   | Kirstin Normand Erin Chan Jacinthe Taillon Reidun Tatham Jessica Chase Catherine Garceau Fanny Létourneau Lyne Beaumont Claire Carver-Dias | Synchronizované plavání | Družstvo žen                           |
| Bronz   | Dominique Bosshart | Taekwondo               | Ženy do 67 kg                          |